# Corts de Cadis

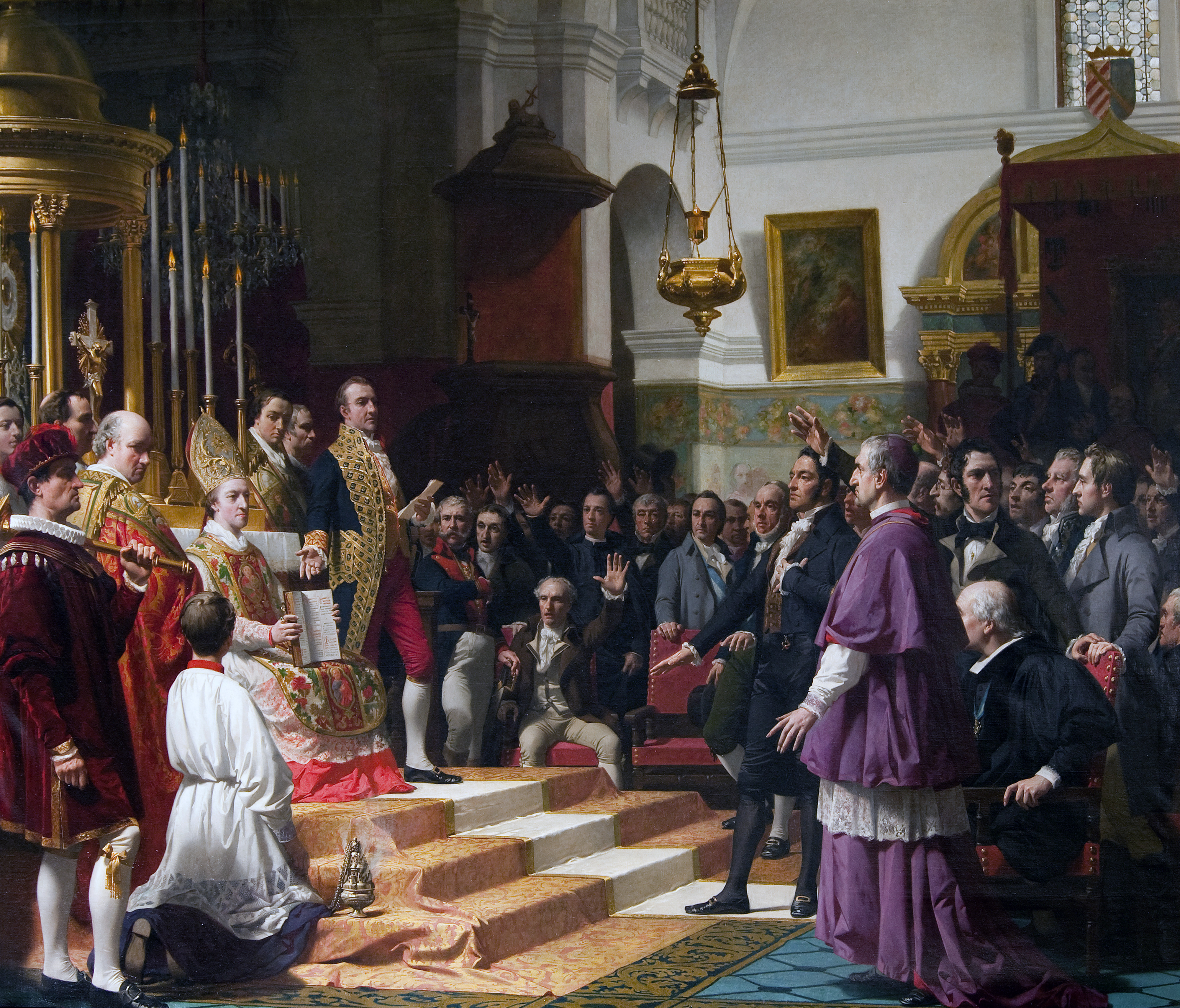
Jurament de les Corts de Cadis a l'Església Major parroquial de San Fernando. Exposat al Congrés dels Diputats de Madrid.

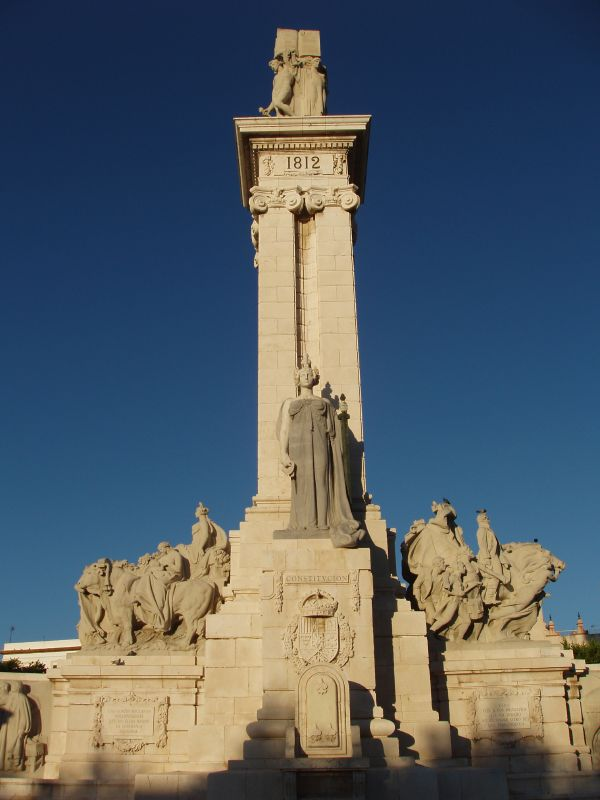
.

Les Corts de Cadis és com es coneix l'Assemblea constituent inaugurada a San Fernando el 24 de setembre de 1810 i posteriorment traslladada a Cadis (Andalusia) fins a 1814 durant la Guerra del Francès.

## Història
Durant la Guerra del Francès (1808-1814) les revoltes populars desemboquen en la creació de Juntes Locals i Regionals de Defensa. Aquestes juntes tenen com a objectiu defensar-se de la invasió francesa i omplir el buit de poder (ja que no reconeixien la figura de Josep I). Eren compostes per militars, representants de l'alt clergat, funcionaris i professors, tots ells conservadors. Al setembre atorgaren la suprema direcció a la Junta Suprema Central.
Durant la profunda crisi creada per la guerra, la Junta Suprema Central, que es va crear després de la derrota francesa en la batalla de Bailén, va ordenar mitjançant decret del 22 de maig de 1809 la celebració de Corts Extraordinàries i Constituents, trencant amb el protocol tradicional doncs només el rei tenia la potestat de convocar-les i presidir-les. Les Corts, previstes per 1810, per l'avanç napoleònic, van haver de reunir-se primer a San Fernando, llavors Isla de León, i després a Cadis, que llavors estaven assetjades per les forces franceses.
Així, el 24 de setembre de 1810 es va celebrar la primera sessió de les Corts Extraordinàries i Constituents a la ciutat de San Fernando. Va ser en aquesta localitat on es van promulgar els decrets relatius a la Sobirania Nacional, la divisió de poders, la igualtat i la legalitat o la llibertat d'impremta. Tot això posaria les bases de l'Estat Democràtic i de Dret, així com la fi de l'antic Règim i l'inici d'un nou temps per als súbdits peninsulars i hispanoamericans. Aquests decrets van servir com a model i base de nombroses Constitucions europees posteriors.
Van participar en les reunions representants de les províncies espanyoles i també dels territoris americans i de les Filipines. Existien tres grans tendències entre els delegats: els absolutistes, que defensaven el retorn de la monarquia i del regnat absolut de la Casa de Borbó, els jovellanistes, il·lustrats i defensors de les reformes, però no del caràcter revolucionari d'aquestes, i els liberals, que defensaven l'adopció de reformes inspirades en els principis de la Revolució francesa.
La tasca de les Corts de Cadis va ser crear un cos legislatiu (lleis) de caràcter liberal sobre el qual crear un nou ordre social que acabés amb la societat estamental que havia caracteritzat a Espanya fins a aquest moment. El producte d'aquesta labor va ser la Constitució de 1812, dita «La Pepa» doncs es va promulgar la diada de Sant Josep. Aquesta constitució va ser el primer text constitucional aprovat a Espanya.
En les Corts de Cadis estaven representats els tres estaments. Els liberals, els conservadors i els burgesos que van substituir alguns representants conservadors al no poder accedir a Cadis per l'ocupació francesa.
Les Corts van crear un nou sistema polític basat en el principi de la sobirania nacional, amb la monarquia com a forma de govern, però amb divisió de poders. Tant el Rei com les Corts posseïen la facultat per crear lleis de forma conjunta. A més, es reconeixien drets com la llibertat d'impremta, la igualtat jurídica, la inviolabilitat del domicili, etc.
No obstant això, aquests avançaments van ser suspesos pel Decret de València de 4 de maig de 1814 del rei Ferran VII, que va declarar nul·la la Constitució de 1812 i totes les decisions de les Corts de Cadis.

## Presidents de les Corts de Cadis
| Nom                                       | Període                                      | Notes             |
| ----------------------------------------- | -------------------------------------------- | ----------------- |
| Corts de Cadis                            |                                              |                   |
| Benito Ramón Hermida Maldonado            | 24 de setembre de 1810                       | Provisional       |
| Ramon Llàtzer de Dou i de Bassols         | 24 de setembre - 23 d'octubre de 1810        |                   |
| Luis Rodríguez del Monte                  | 24 d'octubre - 23 de novembre de 1810        |                   |
| José Luis Morales Gallego                 | 24 de novembre - 23 de desembre de 1810      |                   |
| Alonso Cañedo Vigil                       | 24 de desembre de 1810 - 23 de gener de 1811 |                   |
| Antonio Joaquín Pérez Martínez            | 24 de gener - 23 de febrer de 1811           | 1r cop            |
| Vicent Noguera i Climent                  | 24 de febrer - 23 de març de 1811            |                   |
| Diego Muñoz Torrero                       | 24 de març - 23 d'abril de 1811              |                   |
| Vicente Cano Manuel y Ramírez de Arellano | 24 d'abril - 23 de maig de 1811              |                   |
| José Pablo Valiente y Bravo               | 24 de maig - 23 de juny de 1811              |                   |
| Jaume Creus i Martí                       | 24 de juny - 23 de juliol de 1811            |                   |
| Juan José Guereña y Garayo                | 24 de juliol - 23 d'agost de 1811            |                   |
| Ramón Giraldo y Arquellada                | 24 d'agost - 23 de setembre de 1811          | 1r cop            |
| Bernat Nadal i Crespí                     | 24 de setembre - 23 d'octubre de 1811        |                   |
| Antonio Larrazábal y Arrivillaga          | 24 d'octubre - 23 de novembre de 1811        |                   |
| José Casquete de Prado                    | 24 de novembre - 23 de desembre de 1811      |                   |
| Manuel de Villafañé i Andreu              | 24 de desembre de 1811 - 23 de gener de 1812 |                   |
| Antonio Payán de Tejada y Figueroa        | 24 de gener - 23 de febrer de 1812           |                   |
| Vicente Pascual y Esteban                 | 24 de febrer - 23 de març de 1812            |                   |
| Vicente Morales Duárez                    | 24 de març - 2 d'abril de 1812               | Morí en el càrrec |
| José María Gutiérrez de Terán             | 24 d'abril - 23 de maig de 1812              | 1r cop            |
| José Miguel Guridi y Alcocer              | 24 de maig - 23 de juny de 1812              |                   |
| Juan Polo y Catalina                      | 24 de juny - 23 de juliol de 1812            |                   |
| Felipe Vázquez Canga                      | 24 de juliol - 23 d'agost de 1812            |                   |
| Andrés Ángel de la Vega Infanzón          | 24 d'agost - 23 de setembre de 1812          |                   |
| Andrés de Jáuregui                        | 24 de setembre - 23 d'octubre de 1812        |                   |
| Francisco Morros                          | 24 d'octubre - 23 de novembre de 1812        |                   |
| Joan del Valle                            | 24 de novembre - 23 de desembre de 1812      |                   |
| Francesc Siscar i Siscar                  | 24 de desembre de 1812 - 23 de gener de 1813 |                   |
| Miguel Antonio de Zumalacárregui e Imaz   | 24 de gener - 23 de febrer de 1813           | 1r cop            |
| Joaquín Maniau Torquemada                 | 24 de febrer - 23 de març de 1813            |                   |
| Francisco del Calello Miranda             | 24 de març - 23 d'abril de 1813              |                   |
| Pedro José Gordillo y Ramos               | 24 d'abril - 23 de maig de 1813              |                   |
| Florencio del Castillo                    | 24 de maig - 23 de juny de 1813              |                   |
| Josep Antoni Sombiela i Mestre            | 24 de juny - 23 de juliol de 1813            |                   |
| Andrés Morales de los Ríos                | 24 de juliol - 23 d'agost de 1813            |                   |
| José Miguel Gordoa y Barrios              | 24 d'agost - 23 de setembre de 1813          |                   |
| Francisco Tacón Rossique                  | 1 de novembre de 1813 - 15 de gener de 1814  |                   |
| Jeronimo Antonio Díez                     | 16 de gener - 15 de febrer de 1814           |                   |
| Antonio Joaquín Pérez Martínez            | 16 de febrer - 23 de febrer de 1814          | 2n cop            |
| Vicente Ruiz Albillos                     | 25 de febrer - 31 de març de 1814            |                   |
| Francesc Antoni de la Dueña y Cisneros    | 1 d'abril - 30 d'abril de 1814               |                   |
| Antonio Joaquín Pérez Martínez            | 1 de maig - 10 de maig de 1814               | 3r cop            |

## Diputats valencians, mallorquins i catalans
- Per la Província de Catalunya: 
  - Diversos dels nomenats inicialment el 1810, com ara Marià Alegre d'Aparici i d'Amat, Joan Batlle, Domènec de Codina i Alavall, Joan Gispert, Antoni de Gomar, Silvestre Herrando, Josep Vidal i Juncosa, decidiren no assistir-hi.
  - D'altres, tot i participar en les Corts, no figuren per diverses raons entre els firmants de la Constitució de 1812: Felip d'Amat i de Cortada 1810 Diputat per Catalunya; 1812 / Josep Antoni de Castellarnau i de Magrinyà, militar, 1810 Diputat per Catalunya; 1812 / Ignasi de Gayolà i Serra, regidor de Barcelona / Plàcid Manuel de Montoliu i Bru, conseller de Tarragona, 1812 / Ramon de Sanç i de Barutell, 1810 Diputat per Barcelona / Salvador Vinyals i Galí, fabricant tèxtil, 1810 Diputat per Catalunya; 1812
  - L'historiador Román Piña Homs (Los diputados catalanes y mallorquines, dins Cortes y Constitución de Cádiz. 200 años)[3] assenyala que els delegats catalans, excepte Antoni de Capmany, Ramon Llàtzer de Dou, el reaccionari Jaume Creus, i el molt catalanista Felip d'Aner d'Esteve, tenien dificultats d'expressió en castellà. Així mateix assenyala que quan sorgí l'anomenat El Arreglo de Provincias sobre la configuració territorial, els diputats catalans que acudiren a Cadis hi anaven amb el mandat de recobrar los privilegios de que disfrutó Cataluña en el tiempo que ocupó el trono español la augusta Casa de Austria, defensar mesures econòmiques proteccionistes per a la indústria i el comerç català, així com el manteniment de les institucions d'autogovern nascudes de la revolució.

1. Felip d'Aner i d'Esteve, advocat, elegit diputat per Catalunya el 1810; signà la Constitució de 1812
2. Fèlix Aytes, eclesiàstic tradicionalista, elegit diputat per Catalunya el 1810; signà la Constitució de 1812
3. Francesc Calvet i Rubalcaba, advocat, elegit diputat per Girona el 1810; signà la Constitució de 1812
4. Antoni de Capmany de Montpalau i de Surís, historiador, elegit diputat per Catalunya el 1810; signà la Constitució de 1812
5. Jaume Creus i Martí, eclesiàstic tradicionalista, elegit diputat per Catalunya el 1810; signà la Constitució de 1812
6. Ramon Llàtzer de Dou i de Bassols, elegit diputat per Catalunya el 1810; signà la Constitució de 1812
7. José Espiga i Gadea, eclesiàstic castellà nascut a Palenzuela (Palència); elegit diputat per Catalunya el 1810; signà la Constitució de 1812
8. Ramon de Lladós, eclesiàstic tradicionalista, elegit diputat per Catalunya el 1810; signà la Constitució de 1812
9. Francesc Morrós i Cibila, eclesiàstic tradicionalista, elegit diputat per Catalunya el 1810; signà la Constitució de 1812
10. Fernado Antonio Navarro, militar castellà nascut a Piedrahita (Àvila); elegit diputat per Tortosa el 1810; signà la Constitució de 1812
11. Francesc de Papiol i Padró, eclesiàstic tradicionalista, elegit diputat per Catalunya el 1810; signà la Constitució de 1812
12. Joan Baptista Serres, advocat conservador favorable als gremis, elegit diputat per Catalunya el 1811 substituint a Josep Joaquim Milà de Roca; signà la Constitució de 1812
13. Joan de Montserrat olim. Pérez de Suelves, marquès de Tamarit d'Altafulla, conservador favorable a preservar els seus privilegis feudals sobre Altafulla; elegit diputat per Catalunya el 1811 substituint a Francisco de la Dueña; signà la Constitució de 1812
14. Ramon Utgés, catedràtic de Cervera, elegit diputat per Catalunya el 1810; signà la Constitució de 1812
15. Joan del Valle i Adroer, advocat, elegit diputat per Catalunya el 1810 substituint al mort Joan Gispert (diputat); signà la Constitució de 1812
16. Josep de Vega i de Sentmenat, conservador favorable als gremis; elegit diputat per Cervera el 1810; signà la Constitució de 1812

- Pel País Valencià 
  - Manuel Albelda, Carles Andrés i Morell, Pere Aparici i Ortiz, Josep Joaquim Castelló i Ferre, Josep Martínez i Garcia, Francesc Serra i Alberti, Francesc Xavier Borrull i Vilanova, Josep Caro i Sureda, Joan Baptista Cerdà, Antoni Lloret i Martí, Vicent Noguera i Climent, Francesc Siscar i Siscar, Antoni Samper i Samper, Joaquim Martínez, Manuel de Villafañé i Andreu, Baltasar Esteller i Ferran, Vicent Tomàs Traver, Joaquim Llorenç Villanueva i Astengo, Salvador Gozalves, Francesc Antoni Sirera i Riera, Josep Antoni Sombiela i Mestre, Josep Torres i Machí.
- Per les Illes Balears 
  - Marià Balanzat, Antoni Llaneras, Guillem Moragues i Rullan, Bernat Nadal i Crespí, Josep Ribas Ribas, Josep de Salas i Bojadors, Sebastià Socies.